# Pilemia annulata
Pilemia annulata är en skalbaggsart som först beskrevs av Hampe 1852.  Pilemia annulata ingår i släktet Pilemia och familjen långhorningar.
Artens utbredningsområde är Iran. Inga underarter finns listade i Catalogue of Life.